# South Shields
South Shields è una città costiera della contea del Tyne and Wear, in Inghilterra. Nel 2011 aveva una popolazione di 75 337 abitanti.
La famosa "Ocean Road" è una lunga strada che contiene i maggiori ristoranti, takeaway e altri punti di ristoro della città, sono presenti soprattutto ristoranti indiani.
È nota per essere la città di origine dell’azienda Barbour.

## Geografia fisica
Si affaccia sul Mare del Nord con una spiaggia chiamata "Sandhaven beach", lunga circa 9,5 km (5,9 miglia)